# Kasteel Bel Air

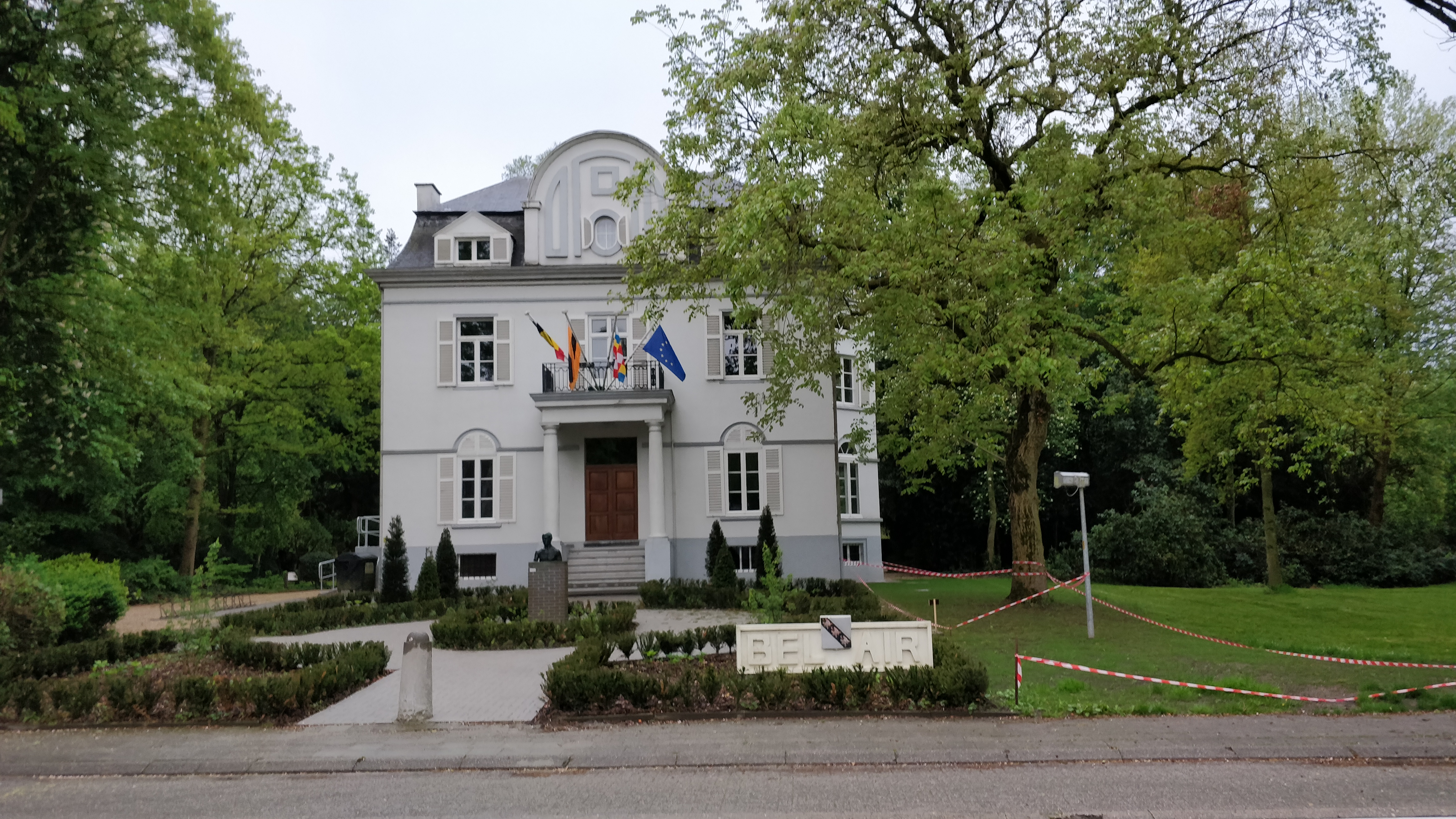
Kasteel Bel Air

Kasteel Bel Air is een kasteel in de tot de Antwerpse gemeente Willebroek behorende plaats Blaasveld, gelegen aan de Mechelsesteenweg 102.

## Geschiedenis
Het kasteeltje werd gebouwd omstreeks 1810 in laatclassicistische stijl. Het werd in 1865 nog verbouwd en in 1973 aangekocht door de gemeente. In 1975 werd het geopend als cultureel centrum en het domein werd een openbaar park.

## Gebouw
Het kasteel heeft een portiek met daarboven een balkon, ondersteund door Dorische zuilen. Boven de lijstgevel bevindt zich een gebogen bekroning.
In het park treft men een aantal beelden aan zoals Meisje met fiets (1980), Ballerina (1980), Buste van Jan Neutjens (1979) en Wat wij zien, zien wij samen (1984).